# La via lattea (film 1969)
 La via lattea (La Voie lactée) è un film del 1969 diretto da Luis Buñuel. Impiegando il surrealismo e la narrativa non lineare, il film racconta la storia delle eresie e delle contraddizioni della religione cattolica. Buñuel in seguito ha considerato La via lattea il primo film di una trilogia con Il fascino discreto della borghesia e Il fantasma della libertà per la "ricerca della verità".

## Trama
Il titolo del film è tratto da un nome popolare usato per il Cammino di Santiago di Compostela, un percorso usato da pellegrini religiosi verso Santiago de Compostela in Spagna. È qui che si ritiene che i resti di San Giacomo fossero sepolti.
Attraversando Francia e Spagna, Pierre e Jean, due pellegrini sul Cammino di Santiago, incontrano una serie di bizzarri incidenti e di personaggi in costume ed eventi storici, incluse scene della vita di Gesù, che suscitano discussioni sulla dottrina e sulle eresie cristiane (in particolare priscillianesimo e giansenismo).
Mentre camminano lungo un ciglio della strada in Francia, i due incontrano un uomo con un mantello nero che dice loro di dormire con una prostituta e di avere figli con lei, un esempio della profezia di Osea. Quindi i pellegrini raggiungono una locanda dove trovano un sergente di polizia e un prete che discutono della natura dell'eucaristia e della transustanziazione. Il prete viene portato via dal personale di un vicino ospedale psichiatrico.
Più tardi, i pellegrini trovano rifugio per la notte in una fattoria, mentre una setta segreta priscilliana si incontra nelle vicinanze. Il loro servizio segreto prevede la ripetizione rituale, una breve dichiarazione di fede, seguita da incontri sessuali tra la congregazione maschile e femminile.
Successivamente, i pellegrini cercano cibo in un ristorante costoso, il cui gerente sta spiegando al suo staff la controversia sulla divinità di Gesù Cristo discussa durante il Primo Concilio di Nicea.
Più tardi, i pellegrini passano accanto a un collegio dove ci sono bambini che si esibiscono in uno spettacolo all'aperto per i loro genitori e insegnanti. Mentre le giovani ragazze recitano eresie e le proclamano come "anatema", uno dei pellegrini immagina l'esecuzione di un papa da parte di una banda di rivoluzionari.
Dopo aver maledetto un'auto che passa, questa si schianta poco dopo e l'autista muore. Indagando sul relitto, incontrano uno strano uomo vestito di bianco, forse il Diavolo, che dà a uno dei pellegrini le scarpe del morto.
In una cappella lungo la strada, i due pellegrini incontrano un gruppo di suore gianseniste, che stanno inchiodando uno dei loro su una croce di legno. All'esterno, un gesuita e un giansenista hanno un duello con la spada, mentre discutono sulle dottrine della predestinazione e della grazia.
Alla fine, i due pellegrini raggiungono la Spagna, dove accettano di prendersi cura di un asino per altri due uomini. Questi nuovi uomini lasciano i pellegrini in viaggio verso un'abbazia vicina dove osservano la profanazione della tomba di un sacerdote a causa della scoperta di scritti postumi eretici sulla natura della trinità. I due uomini proclamano a gran voce che la Divinità non è trinitaria e fuggono. Nella foresta, cambiano i vestiti con alcuni cacciatori che nuotano in un lago e distruggono un rosario scoperto in una delle loro tasche.
Più tardi quella notte, una visione della Vergine Maria appare a loro e restituisce il rosario. I due uomini e i pellegrini originali si incontrano nuovamente in una locanda, dove raccontano a un prete locale della loro recente visione miracolosa. Il sacerdote racconta un altro miracolo, in cui la Vergine Maria assume la forma e i doveri di una suora errante per diversi anni fino a quando la suora non ritorna nel convento come se non se ne fosse mai andata. Più tardi quella notte, il sacerdote spiega ulteriormente come la verginità della Madonna dovesse essere rimasta intatta sia durante il concepimento spirituale che nella nascita fisica di Gesù, come "il sole che penetra in una finestra".
Alla periferia di Santiago de Compostela, i due pellegrini incontrano una prostituta che vuole rimanere incinta e dà gli stessi nomi ai bambini di quelli previsti dall'uomo nel mantello all'inizio del film.
Nell'ultimo episodio del film, due ciechi incontrano Gesù e i suoi discepoli. La loro cecità è guarita ma non riescono a capire cosa stanno vedendo.

## Edizione italiana
Il film ebbe una première "mondiale" a Torino il 28 febbraio 1969 (tanto che persino in Francia uscì due settimane dopo, il 15 marzo) presente in sala il produttore Serge Silberman, uscendo poi regolarmente a marzo in tutta Italia. Il doppiaggio fu affidato alla SAS ed è l'ultimo in assoluto di Tina Lattanzi.

## Promozione
In testa ai titoli di coda del film è scritto: